# 江宁府铸钱局
江宁府铸钱局，或称江宁府局、江南江宁局，清代铸钱局，位于江南省江宁府（今江苏省南京市），顺治三年（1646年）六月开铸，康熙年间停铸，雍正年间曾复开为宝安局。

## 历史

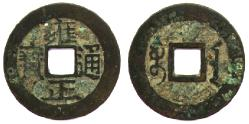
宝安局所铸雍正通宝

顺治三年（1646年）六月，始铸顺治通宝背“宁”单汉字钱。顺治十年，始铸顺治通宝“宁一厘”钱。顺治十七年，始铸顺治通宝满汉文纪局钱，背文穿左满文局名，穿右为汉文局名“宁”。
顺治十八年八月二十一日，改铸康熙通宝。康熙六年，裁撤江南省，分为安徽、江苏二省，江宁属江苏省。
康熙六十一年冬，户部议定各省只准设一个钱局，改铸雍正通宝，江苏省保留苏州府的宝苏局，江宁局停铸。雍正九年，安徽在江宁府开局，是为宝安局。雍正十二年，宝安局停铸。
清末，在江宁府开江南铸造银元制钱总局铸造光绪通宝背满文“宝宁”机制钱和大清铜币中心“宁”铜元。